# Leucopogon pendulus
Leucopogon pendulus är en ljungväxtart som beskrevs av Robert Brown. Leucopogon pendulus ingår i släktet Leucopogon och familjen ljungväxter. Inga underarter finns listade i Catalogue of Life.